# 吴慰祖
吴慰祖（1932年11月13日—），江苏南通人，精细化工专家，中国工程院院士，中国人民解放军总参谋部第五十五研究所科学家。

## 履历[1]
- 1950年，从南通中学毕业考入清华大学。[2]
- 1952年，全国院系调整，随清华大学化学系并入北京学，进入北京大学。
- 1953年，于北京大学毕业。
- 1999年，当选中国工程院院士。